# خليج أوسلو

خريطة خليج أوسلو

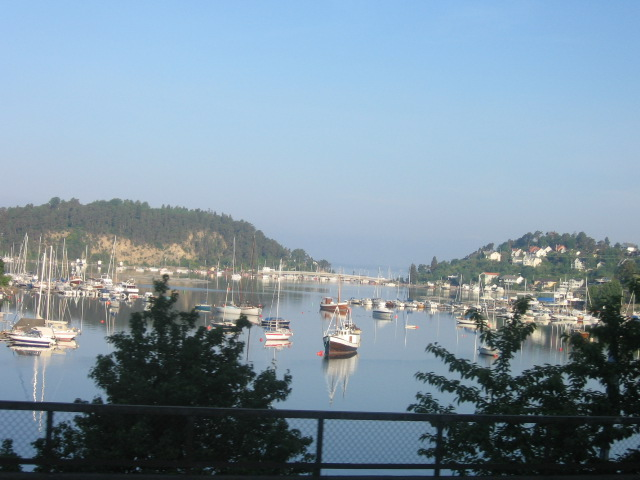
خليج أوسلو في يونيو 2006

خليج أوسلو (بالنرويجية: Oslofjorden) خليج يقع جنوب شرقي النرويج، جنوب مدينة أوسلو.